# Thelymitra flexuosa
Thelymitra flexuosa es una especie de orquídea perteneciente a la familia Orchidaceae que es endémica en Australia.

## Descripción
Es una orquídea de pequeño a mediano tamaño, que prefiere el clima fresco. Tiene hábito terrestre  con crecimiento de una sola hoja, cilíndrica que florece en primavera en la naturaleza en una inflorescencia erecta de entre 20 y 35 cm de largo, flexible, con 1 a 4  flores con 2 brácteas estériles.

## Distribución y hábito
Se encuentra en las zonas montañosas de  Australia, Tasmania, Australia del Sur y Australia Occidental en las elevaciones desde el nivel del mar hasta los 250 metros en los bosques abiertos con desnivel medio y bien drenados, pedregosos. 

## Taxonomía
Thelymitra flexuosa fue descrita por Stephan Ladislaus Endlicher y publicado en Novarum Stirpium Decades 23. 1839.
Etimología
Thelymitra: nombre genérico que deriva de las palabras griegas thely = (mujer) y mitra = (sombrero), refiriéndose a la forma de  la estructura del estaminodio o estambre estéril en la parte superior de la columna que es llamado mitra.
flexuosa: epíteto latino que significa "flexible".
Sinonimia
- Macdonaldia concolor Lindl.
- Macdonaldia flexuosa (Endl.) Szlach.
- Macdonaldia smithiana Gunn ex Lindl.
- Thelymitra smithiana (Gunn ex Lindl.) Hook.f.[5]